# Пешхоев, Саид-Селим Саламбекович
Сайд-Селим Саламбекович (Сулумбекович) Пешхоев (1960 год, с. Пседах, Малгобекский район, Чечено-Ингушская АССР, РСФСР, СССР) — российский контрразведчик, генерал-майор ФСБ.
Представитель чеченского тейпа Пешхой.
Срочную службу проходил в частях Группы советских войск Германии. После армии поступил в Высшую школу КГБ СССР, которую окончил в 1987 году.
Участник первой и второй чеченских кампаний.
В 1999—2001 годах — заместитель начальника Управления ФСБ России по Чеченской Республике. В 2001—2002 годах — начальник Управления внутренних дел Чечни. C 2003 года — заместитель полномочного представителя президента РФ в Южном федеральном округе. С 2005 года — советник посольства РФ в Австрии.
Награждён орденом «За военные заслуги».